# Шадрино (Новосибирская область)
Шадрино — деревня в Искитимском районе Новосибирской области. Входит в состав Евсинского сельсовета.

## География
Площадь деревни — 66 гектар

## Население
| 2002 | 2007 | 2010 |
| ---- | ---- | ---- |
| 421  | ↗484 | ↘436 |

## Инфраструктура
В деревне по данным на 2007 год функционирует 1 учреждение здравоохранения.